# Trials Evolution
Trials Evolution es un videojuego de carreras para Xbox 360 y Microsoft Windows en el que cada jugador controla a un piloto de pruebas de motocicleta que atraviesa una carrera de obstáculos. El juego fue desarrollado por RedLynx y publicado por Microsoft Studios. Es una continuación de Trials HD de 2009 y sucesor de varios juegos de Trials anteriores de los mismos desarrolladores.
La versión de Xbox 360 se lanzó a través de Xbox Live Arcade el 18 de abril de 2012. En 2013 se lanzó para Windows como Trials Evolution: Gold Edition, incluida una copia en paquete de Trials HD. En todas las plataformas de juego, Trials Evolution incluye un editor de cursos que permite a los usuarios crear sus propios escenarios.

## Jugabilidad
En Trials Evolution, el jugador controla a un ciclista en una motocicleta basada en la física desde el principio del nivel hasta el final mientras navega por una serie de obstáculos. El objetivo es completar el recorrido lo más rápido posible y con la menor cantidad de caídas, conocidas en el juego como fallas, como sea posible. El juego usa gráficos en 3D, pero se juega en un plano 2D, por lo que el ciclista solo puede moverse hacia adelante y hacia atrás. Los jugadores también pueden controlar el tono de la bicicleta en el suelo o en el aire.
Evolution permite que hasta cuatro jugadores compitan simultáneamente en la misma consola o en Xbox LIVE. Las pistas especializadas permiten que cuatro jugadores viajen uno al lado del otro, similar a la Excitebike de Nintendo, mientras que en otros los jugadores completan en línea, con los amigos de un jugador que aparecen como motos fantasmas en el curso. A medida que los jugadores avanzan en la parte del juego para un solo jugador, ganarán dinero que se puede utilizar para personalizar la apariencia de su piloto y motocicleta. Otra nueva adición al juego es que la línea de movimiento ahora puede curvarse, los controles seguirán siendo los mismos, pero el mapa y la línea de conducción pueden desviarse para crear mapas más creativos y desafiantes. Se incluyen 50 pistas para un jugador con el juego. Los jugadores pueden realizar un seguimiento de varias estadísticas, como medallas ganadas, dinero ganado y otras estadísticas. Estos luego se pueden comparar con sus amigos de Xbox Live. También se incluyen tablas de clasificación. [cita requerida]

### Editor
Los jugadores también pueden diseñar y compartir sus propios mapas utilizando el editor del juego. Al igual que con su predecesor, Trials HD, los jugadores reciben el mismo editor que el desarrollador usó para crear los niveles del juego. Esta vez, los jugadores reciben dos variantes del editor. El Lite Editor es similar al de Trials HD en que los jugadores pueden crear campos de una manera fácil de usar. El editor profesional del juego proporciona acceso completo a la creación de contenido; los jugadores pueden usar no solo las funciones del Lite Editor, sino que también pueden usar el lenguaje de programación visual del juego para crear escenarios completamente diferentes. Las demostraciones del editor profesional mostraron escenarios similares a juegos populares como Angry Birds, 'Splosion Man, Marble Blast Ultra, Xevious y otros. Además, se demostró un juego de disparos en primera persona y carreras en perspectiva de arriba hacia abajo. Las condiciones climáticas y de iluminación se pueden cambiar para permitir la noche, el anochecer, la niebla y otros entornos atmosféricos. [cita requerida]
Las pistas ahora se pueden compartir a través de una interfaz del juego. Con las pistas predecesoras de Evolution solo se pueden compartir a través de las que están en la lista de amigos de un jugador, sin embargo, los jugadores ahora podrán navegar a través de múltiples categorías, como las pistas más populares y también pueden crear una búsqueda personalizada. Más de 1500 objetos están disponibles para que los jugadores creen sus escenarios personalizados. [cita requerida] También se hará un seguimiento de las tablas de clasificación para los entornos creados por el usuario. En Trials HD, el juego estaba restringido a un entorno de almacén. En Evolution, el escenario es un entorno exterior de dos por cuatro kilómetros. Mientras que el juego se desarrolla al aire libre, los jugadores podrán recrear cursos basados en almacenes si lo desean. Jason Bates, director de marketing y relaciones públicas de RedLynx declaró que "nosotros (RedLynx) esperamos que la gente recree algunos de los niveles clásicos".

## Desarrollo y marketing
El gran éxito de Trials HD nos permitió finalmente crear el juego de nuestros sueños.
Sebastian Aaltonen, programador principal de RedLynx, entrevista de Eurogamer

Con el predecesor del juego, Trials HD, los jugadores expresaron su preocupación por la velocidad a la que subió la curva de dificultad. El desarrollador RedLynx abordó esta preocupación en Trials Evolution colocando niveles de tutoriales en cada uno de los niveles de dificultad del juego. Los jugadores deben ganar una cierta cantidad de medallas antes de que puedan avanzar, lo que garantiza que tendrán las habilidades necesarias para enfrentar el desafío de los niveles futuros. El motor del juego se actualizó de la versión utilizada en Trials HD. Se aumentó la distancia de dibujo, lo que permitió aproximadamente 500 metros de área visible en cualquier momento. El juego se ejecuta a una velocidad de 60 cuadros por segundo. En Trials HD, todos los recursos del juego se cargaron en la RAM del sistema al inicio, pero en Evolution, los diseñadores optaron por transmitir todo el contenido. Esto permitió un mundo de juego mucho más grande, texturas de mayor resolución y más objetos para usar en el juego. También se implementó un nuevo sistema de scripting visual. Esto permitió que tanto RedLynx como la comunidad crearan juegos de habilidad completamente nuevos; en Trials HD, el código del juego de habilidad era parte del núcleo del juego. Al igual que con su predecesor, Trials Evolution utiliza una versión optimizada de Bullet Physics Library para manejar la física del juego. Sebastian Aaltonen de RedLynx declaró que los comentarios de los jugadores y las altas ventas de Trials HD le permitieron a RedLynx hacer el juego que habían querido crear. La banda sonora fue escrita por Mike Reagan, quien previamente había trabajado en la serie God of War. El trabajo de voz para el juego fue realizado por tres actores de voz de Pensilvania: Art Webb, Rake Yohn y Brandon DiCamillo de Jackass.
Trials Evolution se anunció en Electronic Entertainment Expo 2011. Se mostró a la prensa y al público en Penny Arcade Expo (PAX) Prime 2011 y Gamescom 2011. También se mostró en la Game Developer's Conference (GDC) 2012, así como en público en PAX East 2012. En marzo de 2012, Microsoft anunció que los títulos de Xbox Live Arcade pronto tendrían el doble de la puntuación de jugador, un nuevo total de 400 puntos. Microsoft creó una promoción conocida como Arcade Next para dar más publicidad a este cambio que se ejecutaría desde el 18 de abril de 2012 hasta el 9 de mayo de 2012. Se seleccionó a Trials Evolution para ser el primer lanzamiento con fecha del 18 de abril de 2012 y se le unió Bloodforge, Fable Heroes y Minecraft en la promoción.

## Recepción
Trials Evolution recibió el reconocimiento universal de la crítica. Tiene un puntaje agregado de 91.58% en GameRankings, y el sitio web agregado Metacritic reporta un puntaje de 90/100. El juego recibió cinco puntuaciones perfectas: Ben Gilbert de Joystiq, Liam Martin de Digital Spy, Brad Shoemaker de Giant Bomb, crítico de Gameblog.fr y Jonas Elfving de Gamereactor Suecia. El puntaje más bajo de un índice de aprobación del 80% provino de tres revisores: Neil Davey de Guardian.co.uk, Ryan Rigney de la revista Wired y un miembro del personal de Official Xbox Magazine UK. El juego vendió unas 100.000 unidades en su primer día. Fue el lanzamiento de día uno más vendido en Xbox Live Arcade hasta el lanzamiento de Minecraft: Xbox 360 Edition tres semanas después.
Ryan McCaffrey de Official Xbox Magazine elogió el atractivo general del juego. Citó las imágenes del juego, la jugabilidad principal, el modo multijugador, el editor de pistas y el factor de repetición como puntos altos. Afirmó que "Trials Evolution es lo más cercano a una descarga perfecta que es probable que obtengamos". Sin embargo, señaló que la banda sonora del juego puede no atraer a todos los jugadores, una declaración a la que estuvieron de acuerdo Dan Ryckert de Game Informer y Daemon Hatfield de IGN. Tom Bramwell de Eurogamer citó el hecho de que todos los niveles del juego se crearon utilizando el mismo editor actualmente en el juego, un punto al que dio altas calificaciones.
El crítico de Official Xbox Magazine UK elogió la inclusión de multijugador, imágenes mejoradas y una mejor sensación de progresión. El revisor citó el hecho de que las pruebas de licencia deben aprobarse para desbloquear pistas adicionales que ayudaron a la progresión del jugador. El crítico de la revista Edge calificó a Trials Evolution como "la experiencia en línea más profunda en la historia de XBLA". El crítico declaró que se basó en la base de su predecesor, Trials HD, citando la evolución en el juego similar a la evolución de Dark Souls de Demon's Souls. El crítico consideró que los nuevos juegos de habilidad no eran lo suficientemente imaginativos, pero reconoció que las herramientas de edición son lo suficientemente potentes para crear juegos más robustos.